# Brain-sur-l'Authion
Brain-sur-l'Authion è un comune francese di 3 607 abitanti situato nel dipartimento del Maine e Loira nella regione dei Paesi della Loira. Dal 1º gennaio 2016 è stato fuso con i comuni di Andard, Bauné, La Bohalle, Corné, La Daguenière e Saint-Mathurin-sur-Loire per formare il nuovo comune di Loire-Authion. 

## Società

### Evoluzione demografica
Abitanti censiti